# Scambus invalidus
Scambus invalidus là một loài tò vò trong họ Ichneumonidae.